# Мишковське (Кросненський повіт)
Мишковське (пол. Myszkowskie) — село у Польщі, у гміні Дукля Кросненського повіту Підкарпатського воєводства.

## Географія
Розташоване на окраїні гміни, донедавна було присілком Ленок Дукельських.